# Port lotniczy Nanchang-Changbei
Port lotniczy Nanchang-Changbei (IATA: KHN, ICAO: ZSCN) – port lotniczy położony 28 km na północ od Nanchang, w prowincji Jiangxi, w Chińskiej Republice Ludowej.

## Linie lotnicze i połączenia
| Linia Lotnicza            | Kierunek |
| ------------------------- | --- |
| Air China                 | 1. Pekin 2. Pekin-Daxing 3. Chengdu-Shuangliu 4. Chengdu-Tianfu 5. Chongqing 6. Hohhot |
| Air Travel                | 1. Kunming 2. Lanzhou |
| Beijing Capital Airlines  | 1. Lijiang 2. Sanya 3. Xi’an |
| Chengdu Airlines          | 1. Dazhou 2. Guiyang 3. Nanning 4. Yancheng 5. Yantai |
| China Eastern Airlines    | 1. Pekin-Daxing 2. Chengdu-Tianfu 3. Dalian 4. Enshi 5. Guangzhou 6. Guilin 7. Haikou 8. Harbin 9. Hohhot 10. Huai’an 11. Jinan 12. Kunming 13. Lanzhou 14. Lianyungang 15. Nanning 16. Qingdao 17. Szanghaj-Hongqiao 18. Szanghaj-Pudong 19. Shenyang 20. Shijiazhuang 21. Taiyuan 22. Xi’an 23. Xining 24. Xishuangbanna 25. Yantai 26. Yinchuan 27. Zhanjiang 28. Zhuhai |
| China Express Airlines    | 1. Hohhot 2. Xinzhou |
| China Southern Airlines   | 1. Guangzhou |
| Colorful Guizhou Airlines | 1. Xingyi 2. Zunyi |
| Hainan Airlines           | 1. Pekin 2. Dalian 3. Guilin 4. Haikou 5. Hohhot 6. Lanzhou 7. Nanning 8. Sanya 9. Shijiazhuang 10. Xi’an 11. Zhuhai |
| Hebei Airlines            | 1. Sanya 2. Shijiazhuang |
| IrAero                    | 1. Irkuck |
| Jiangxi Air               | 1. Beihai 2. Pekin-Daxing 3. Chengdu-Tianfu 4. Chongqing 5. Guiyang 6. Haikou 7. Harbin 8. Hohhot 9. Huai’an 10. Jeju 11. Jinan 12. Kunming 13. Luoyang 14. Luzhou 15. Nankin 16. Nanyang 17. Qingdao 18. Rizhao 19. Shenyang 20. Taiyuan 21. Tiencin 22. Urumczi 23. Xiamen 24. Xi’an 25. Xuzhou 26. Zhengzhou                                                             |
| Lucky Air                 | 1. Chengdu-Tianfu 2. Dali 3. Kunming 4. Xishuangbanna |
| Okay Airways              | 1. Xi’an 2. Zhuhai |
| Qingdao Airlines          | 1. Qingdao 2. Xishuangbanna |
| Scoot                     | 1. Singapur (do 14 lutego 2025) |
| Shandong Airlines         | 1. Haikou 2. Jinan 3. Qingdao 4. Zhuhai |
| Shanghai Airlines         | 1. Szanghaj-Hongqiao |
| Shenzhen Airlines         | 1. Changchun 2. Chengdu-Tianfu 3. Chongqing 4. Dalian 5. Guiyang 6. Haikou 7. Harbin 8. Kunming 9. Linyi 10. Nanning 11. Qingdao 12. Shenyang 13. Shenzhen 14. Shijiazhuang 15. Taiyuan 16. Tiencin 17. Yinchuan 18. Yuncheng |
| Sichuan Airlines          | 1. Chengdu-Shuangliu 2. Chengdu-Tianfu 3. Chongqing 4. Nanning 5. Tiencin 6. Zhoushan |
| Spring Airlines           | 1. Changchun 2. Dalian 3. Harbin 4. Jieyang 5. Lanzhou 6. Mianyang 7. Qingdao 8. Shenyang 9. Taiyuan 10. Tiencin 11. Xi’an 12. Yinchuan 13. Zhanjiang 14. Zhuhai |
| Tianjin Airlines          | 1. Jining 2. Yulin |
| Thai Lion Air             | 1. Bangkok-Don Muang |
| West Air                  | 1. Chongqing |